# 澳大利亚精算协会
澳大利亚精算师协会(IAAust)是澳大利亚精算行业的职业团体。其成员包括精算学生，准精算师，精算师，以及正式精算师。协会的历史可以追溯到1897年。

## 历史
新南威尔士精算协会成立于1897年。参与成立的十七位成员于悉尼在1987年10月19日举行了第一次会议。在这之前，为数不多的精算师参与了成立和管理若干个重要新南威尔士和维多利亚州的金融部门。
1919年，其它州和新西兰的精算师也加入了新南威尔士精算协会。从此协会更名为澳大拉西亚精算协会。协会在1945年第一次发行了公报，在1953年举行了第一届 Biennial Conventions.
协会于1963更名为澳大利亚/新西兰精算师协会。1977年新西兰精算师成立他们自己的协会，自此协会更名为澳大利亚精算师协会 （页面存档备份，存于）。